# Textron
Textron és un conglomerat industrial dels Estats Units d'Amèrica especialitzat en el sector aeronàutic. En els darrers anys ha adquirit diverses companyies reconegudes com ara Bell Helicopter, Cessna i Beechcraft. La companyia va ser fundada per Royal Little el 1923 a Boston, Estats Units. Amb el nom de Special Yarns Corporation originalment era una fàbrica tèxtil.